# 裸の町 (小説)
『裸の町』（はだかのまち）は、五木寛之作の推理・ミステリー小説。及び、1968年10月5日から1969年4月5日まで、NETテレビ（現・テレビ朝日）系列にて放映されたテレビドラマ。全25話、モノクロ作品。

## 概要・ストーリー
本作は、スペイン内戦（1936年 - 1939年）に端を発するストーリーとして描かれており、この時にスペイン銀行の地下金庫から消えた5億1000万グラムの金塊の行方をめぐり、暗黒街の組織から、ナチス戦犯、スペイン内戦の生き残りの者に至るまでが絡み、争奪戦に発展していく。物語は、元新聞記者のルポライター・津上卓也がある日、トニー・ペレスという外国人男性から週刊誌の片隅にある写真の男（フランツ・ゲーレン）を、1万5000ドルの金と引き換えに捜してくれるように依頼されるところから始まる。そして、その津上の前にも様々な事件が次々と起こっていくことになる。

## テレビドラマ

### 放映データ
- 放映期間：1968年10月5日〜1969年4月5日
- 放映曜日・放映時間帯
  - 毎週土曜日22時30分〜23時26分（1968年10月5日〜1968年12月28日）
  - 毎週土曜日16時45分〜17時40分（1969年1月4日〜1969年4月5日）
- 放映話数：全25話
- 放映形式：モノクロ16mmフィルム

### スタッフ
- 原作：五木寛之（『週刊文春』連載）
- プロデューサー：塙淳一、斉藤頼照
- 脚本：佐治乾、柴英三郎、阿部桂一、押川國秋、岡本克己 他
- 監督：今村農夫也、永野靖忠 他
- 助監督：吉川一義 他
- 進行：穂鷹克夫
- 音楽：池田正義
- 制作：NET、東映テレビプロ

### 挿入歌
- 『裸の町のブルース』 唄：沢たまき （作詞：五木寛之、作曲：嵐野英彦、編曲：生明慶二）
- 『青い哀しみのタンゴ』 唄：沢たまき （作詞：五木寛之、作曲：生明慶二）

## キャスト
- 宍戸錠（津上卓也）
- 弓恵子（耳尾理江）
- 仲谷昇（耳尾秀介）
- 楠侑子（江田智子）
- 内田朝雄（鄭日成）
- 南原宏治
- 高橋昌也（早坂）
- 山形勲（鮎沢勝一）
- 北竜二（江田中将）
- 菅井一郎
- ピエール・カラメロ（トニー・ペレス）
- テッド・ガンサー（フランツ・ゲーレン）
- ナレーター：田口計

## 放映リスト
| 回数 | 放送日        | サブタイトル         | 脚本     | 監督       | ゲスト                                             |
| ---- | ------------- | -------------------- | -------- | ---------- | -------------------------------------------------- |
| 1    | 1968年10月5日 | 弔いのメロディー     | 佐治乾   | 今村農夫也 | キャシー・ホーラン                                 |
| 2    | 10月12日      | 白い女               | 佐治乾   | 今村農夫也 | キャシー・ホーラン、加茂良子、佐々木孝丸           |
| 3    | 10月19日      | 裏切りに明日はない   | 柴英三郎 |            | 山田彰、川辺久造、北あけみ、岩城力也               |
| 4    | 10月26日      | 陸軍鮎沢機関         | 柴英三郎 | 永野靖忠   | 深江章喜、月丘夢路、増田順司                       |
| 5    | 11月2日       | 大使館爆破事件       | 佐治乾   | 永野靖忠   | 織本順吉、イグバル・ザイール、A・ガズーダー        |
| 6    | 11月9日       | 夜の顔役たち         | 佐治乾   | 今村農夫也 | 穂高稔、万里昌代                                   |
| 7    | 11月16日      | 狼が渇いたとき       | 阿部桂一 | 永野靖忠   | 江見俊太郎                                         |
| 8    | 11月23日      | 東から来た男         | 押川國秋 | 永野靖忠   | 水島道太郎、クラーレンス・ハワード、中庸介、館敬介 |
| 9    | 11月30日      | 卍の烙印             | 佐治乾   | 今村農夫也 | 真理明美、フランツ・グルバー、ガズーダル           |
| 10   | 12月7日       | 白い荒野             | 柴英三郎 | 今村農夫也 | 宇佐美淳也                                         |
| 11   | 12月14日      | 祖国を遠く離れて     | 阿部桂一 | 永野靖忠   |                                                    |
| 12   | 12月21日      | 狼、路傍に死す       | 岡本克己 | 永野靖忠   | 山田禅二、久保田清司                               |
| 13   | 12月28日      | 二十三年の沈黙       | 押川國秋 | 今村農夫也 | 内田稔、細田嘉明、今井和子                         |
| 14   | 1969年1月4日  | 波止場の人           | 阿部桂一 | 今村農夫也 |                                                    |
| 15   | 1月11日       | 争奪は果てることなく |          |            | 岸旗江                                             |
| 16   | 1月18日       | 長い夜の終り         |          |            |                                                    |
| 17   | 1月25日       | 誰のための血か       |          |            |                                                    |
| 18   | 2月1日        | 無頼の眠り           |          |            |                                                    |
| 19   | 2月8日        | さすらいの女         |          |            |                                                    |
| 20   | 2月15日       | 第三の男             |          |            | 高松英郎                                           |
| 21   | 2月22日       | 復讐のブルース       |          |            |                                                    |
| 22   | 3月1日        | 対決                 |          |            |                                                    |
| 23   | 3月8日        | 遥かなる鎮魂歌       |          |            |                                                    |
| 24   | 3月22日       | 最後の犠牲者         |          |            |                                                    |
| 25   | 4月5日        | 黄金の終章           |          |            |                                                    |